# Meine Nachbarn die Yamadas
Meine Nachbarn die Yamadas (jap. ホーホケキョとなりの山田くん, Hōhokekyo Tonari no Yamada-kun), auch als Familie Yamada – Meine verrückten Nachbarn bekannt, ist ein japanischer Zeichentrickfilm (Anime) von Isao Takahata und Studio Ghibli aus dem Jahr 1999. Er basiert auf dem Yonkoma-Manga Nono-chan (ursprünglich: Tonari no Yamada-kun) von Hisaichi Ishii, zu dem ab 2001 auch eine Anime-Fernsehserie mit 61 Episoden auf TV Asahi ausgestrahlt wurde.

## Handlung
Die Familie Yamada, deren Leben sich zwischen Normalität und Wahnsinn bewegt, lebt in einer japanischen Vorstadt. Das Oberhaupt der Familie (Takashi) fristet sein Leben mit einem langweiligen Job in einem Büro. Seine Frau (Matsuko) hält von der klassischen Hausarbeit, und auch vom Arbeiten im Allgemeinen, nicht viel. Die Yamadas haben zusammen zwei Kinder (Noboru, der Sohn, und Nonoko, die Tochter). Neben den Kindern lebt auch die Oma (Shige, Mutter von Matsuko) im Haus, die immer etwas zu meckern hat, sowie der etwas faule Hund (Pochi), welcher sein Dasein in der Hundehütte im Garten fristet. So erlebt man, dass sich Herr Yamada mit seiner Frau im Karate-Stil im Wohnzimmer um die Fernbedienung des Fernsehers streitet, oder aber dass seine Frau wieder mal nichts gekocht hat und er zum Abendessen nichts außer einer Banane erhält. Noboru wünscht sich deswegen oft, dass seine Familie cooler wäre, im Gegensatz zu seiner Schwester, die mit der Situation zufriedener ist. Das Hauptthema der Serie ist allerdings die Liebe von Takashi und Matsuko füreinander, trotz der regelmäßigen Differenzen, sowie die Sehnsucht der beiden, für ihre Kinder die bestmöglichen Eltern zu sein.

## Synchronisation
Für die Synchronisation war die FFS Film- & Fernseh-Synchron in München verantwortlich. Dialogregie führte Inez Günther.
| Rolle          | Japanische Synchronsprecher (Seiyū) | Deutsche Synchronsprecher |
| -------------- | ----------------------------------- | ------------------------- |
| Matsuko Yamada | Yukiji Asaoka                       | Kathrin Simon             |
| Noboru Yamada  | Hayato Isobata                      | Patrick Roche             |
| Nonoko Yamada  | Naomi Uno                           | Paulina Rümmelein         |
| Shige Yamano   | Masako Araki                        | Maddalena Kerrh           |
| Takashi Yamada | Touru Masuoka                       | Gerd Meyer                |

## Veröffentlichung
Der Film, der 2,36 Milliarden Yen gekostet hat, kam am 17. August 1999 mit 245 Kopien in die japanischen Kinos.
Am 8. Juni 2005 lief der Anime unter dem Titel Familie Yamada – Meine verrückten Nachbarn das erste Mal, auf Japanisch mit deutschen Untertiteln, im deutschen Fernsehen. Am 2. Juni 2008 erschien Meine Nachbarn die Yamadas in Deutschland auf DVD bei Universum Anime.

## Rezeption
Meine Nachbarn die Yamadas erhielt 1999 bei den Japanese Academy Awards den „Preis für Exzellenz“ für die Animation.
Die Kinoeinnahmen konnten die Kosten zwar einspielen, waren aber deutlich geringer, als nach dem Erfolg von Prinzessin Mononoke von einem Film des Studios erwartet worden war. Viele Investoren waren daher enttäuscht und führten dies auf ein mangelhaftes Drehbuch zurück, da es nicht gelang, ganze Familien in die Kinos zu locken. Anime-Historiker Jonathan Clements dagegen verweist darauf, dass bereits das Thema des Films nicht für einen großen Publikumserfolg geeignet war und dass eher die Erwartungen der Investoren zu hoch waren.